# Paříž–Colmar
Paříž–Colmar nebo také Paříž–Alsasko je mezinárodní dálkový závod ve sportovní chůzi, který se koná ve Francii obvykle v červnu. Založil ho v roce 1926 francouzský chodec Émile Anthoine. Původně se závodilo mezi Štrasburkem a Paříží, od roku 1981 se chodilo z Paříže do Colmaru a od roku 2015 vede trať z Paříže do Ribaeauville. Nejkratší závod byl v roce 2014 (426 km) a nejdelší v roce 1952 (552 km). Historicky nejúspěšnějším účastníkem je Grzegorz Urbanowski z Polska, který vyhrál desetkrát (1994, 1996, 1997, 1998, 2001, 2002, 2003, 2005, 2006 a 2007). Nejúspěšnějším českým účastníkem je Ivo Majetič, který z pěti startů (1993, 1996, 1997, 1999 a 2016) závod vždy dokončil, z toho dvakrát na třetím místě.
Od roku 1988 se závodu účastní také ženy, jejich trať měří mezi 300 a 350 kilometry. Rekordmankou je Francouzka Édith Couhé, která vyhrála pět prvních ročníků.